# 西ヨーロッパ

国際連合によるヨーロッパの地域の分類（西ヨーロッパは水色）
北ヨーロッパ
西ヨーロッパ
東ヨーロッパ
南ヨーロッパ

CIA World Factbookによるヨーロッパの地域の分類
北ヨーロッパ
西ヨーロッパ
中央ヨーロッパ
南ヨーロッパ
南東ヨーロッパ
南西ヨーロッパ
東ヨーロッパ
南西アジア
北アジア
中央アジア
中東

西ヨーロッパ（にしヨーロッパ、英: Western Europe、仏: L’europe de l'ouest、独: Westeuropa）とは、ヨーロッパの西部地域を指す語である。西欧（せいおう）とも呼ばれる。具体的にどの地方や国を含めるかは、分類の仕方により異なる。

## 成り立ち
ローマ帝国の下で統一されていた（パクス・ロマーナ）ヨーロッパ世界は、ゲルマン民族の大移動をうけて、その西部であるロマンス語圏がゲルマン民族の諸王国の下に置かれるようになった。一方で、首都コンスタンティノープルを中心とするギリシア語圏はローマ帝国の領域に留まった（東ローマ帝国）。
西方ヨーロッパではゲルマン諸王国のうち、ローマ市のカトリック教会と結んだフランク王国が覇権を確立した。フランク王国は北アフリカからイベリア半島を支配したウマイヤ朝の侵攻を食い止め、カトリックの教皇から西ローマ帝国の帝冠を受け、東ローマ帝国の宗主権から脱した、ローマ・カトリック教会に帰依する独自の秩序を形成した。
5世紀以降の東ローマ帝国は、ギリシアの地中海文明を連続的に受け継いだ。コンスタンティノープルとローマの東西教会の相互破門を経て、ローマ・カトリックを戴きラテン語をリングワ・フランカとするロマンス語・ゲルマン語・西スラブ語圏（ルーマニアを除く）と、コンスタンティノープルを首座とする正教会を戴くギリシア語・東スラブ語・南スラブ語圏（クロアチア以北を除く）がそれぞれ独自のまとまりとなっていった。西ヨーロッパ世界は、イスラーム世界の勃興でギリシャ・ローマ文明から切り離されることで成立したのである。
さらに東スラブ地域にはモンゴル帝国系の征服王朝が成立し、バルカン半島はオスマン朝に長らく支配された。対照的に西ヨーロッパは、外来勢力の支配を受けなかった。12世紀以前の西ヨーロッパは世界文明史の辺境であったが、12世紀を中心に、東方のアラビア・ビザンツ文明から科学や哲学などその先進文化を吸収し、独自の文化を形成していった。歴史学者の伊東俊太郎は、西ヨーロッパ世界は8世紀のシャルルマーニュの時代に形成されたと言ってよいが、西ヨーロッパ文明は疑いもなく、12世紀に基盤を形成したと述べている。

## 特徴

広義の西ヨーロッパ（濃い黄色の部分は狭義の西ヨーロッパ）

東ヨーロッパとは地理的特徴よりむしろ歴史、文化により区別される。基本的に、この概念は民主主義と関連していて、イギリスでは大憲章マグナカルタにより議会がつくられフランスでも三部会が開かれたことにより西欧といえば民主主義国家と考えられるようになった。また、西ヨーロッパの諸国においては、アメリカ合衆国やカナダと文化、経済体制、および政治的な伝統において多くの点で共通すると考えられる。第一次世界大戦以前においては、西ヨーロッパといえばフランス、イギリス諸島、およびベネルクス三国のことであった。
第二次世界大戦後の冷戦期において、ソビエト連邦の影響力の元に共産主義化されていない、鉄のカーテンの西側の諸国を指すようになった（ただし、ギリシャ・トルコ・キプロスは除かれることもある）。このとき、東ヨーロッパの計画経済に対抗する市場経済の様相を補完する用語としてイデオロギー的に用いられた。ゆえにNATOの枠外の民主主義国家であるフィンランド・スウェーデン・スイスや、独裁国家であったスペイン・ポルトガルも西ヨーロッパに含まれた。また、地理的には明らかにヨーロッパの西部には位置していないギリシャやトルコも、NATOのメンバーであったということから西ヨーロッパに含まれることがあった。
2004年のヨーロッパ連合の拡大まで、西ヨーロッパの概念はヨーロッパ連合に関連して考えられることがあった（ただし、ヨーロッパ連合のメンバーでないスイスやノルウェーは明らかに西ヨーロッパであった）。今日、NATOやヨーロッパ連合と西ヨーロッパの概念のつながりは歴史的なものになりつつある。
西ヨーロッパには多数の先進国が集中しており、北米や東アジアと並んで経済規模が大きいという特徴を持つ。また、広義の西欧に含まれる英仏独伊はヨーロッパにおける四大国「ビッグ4」と呼ばれ、G7・G20への参加や世界のGDPランキングで四ヵ国とも10位以内に収まるなど、列強が集中しているという特徴もある。

## 国際連合の分類 (現在)
- オーストリア
- ベルギー
- フランス
- ドイツ
- リヒテンシュタイン
- ルクセンブルク
- モナコ
- オランダ
- スイス

国際連合統計局による分類 
また、以下の2地域も西ヨーロッパに含まれる。
- ガーンジー
- ジャージー

## 歴史的分類

### 19世紀ごろまで
- エルベ川以西

### 第一次世界大戦前
- ベルギー王国
- フランス共和国
- ドイツ帝国
- ルクセンブルク大公国
- オランダ王国
- スイス連邦
- イギリス

### 冷戦時代
冷戦における西側という意味で「西欧」とされた国で、北大西洋条約機構に加盟していた。非加盟国も東側ではないということで西側に含めることが多い。

### 北大西洋条約機構加盟国
- ベルギー
- デンマーク
- フランス
- アイスランド
- イタリア
- ルクセンブルク
- オランダ
- ノルウェー
- ポルトガル
- スペイン （1982年加盟）
- イギリス
- 西ドイツ （1955年加盟）

### 北大西洋条約機構非加盟国
- アンドラ
- フィンランド
- アイルランド
- マルタ
- モナコ
- サンマリノ
- スウェーデン
- スイス
- バチカン市国

## 民族・地理的分類

### 狭義
- ベルギー
- フランス
- ルクセンブルク
- オランダ

### 広義
国際連合による分類では、中央ヨーロッパに含まれる以下の国々を含める。
- オーストリア
- ドイツ
- リヒテンシュタイン
- スイス

これに対しCIAによる分類では、北ヨーロッパに含まれる以下のブリテン諸島の国々を含める。
- アイルランド
- イギリス

また、南ヨーロッパの以下の国々を含める場合もある。
- アンドラ
- イタリア
- マルタ
- モナコ
- ポルトガル
- サンマリノ
- スペイン
- バチカン市国

## 気候

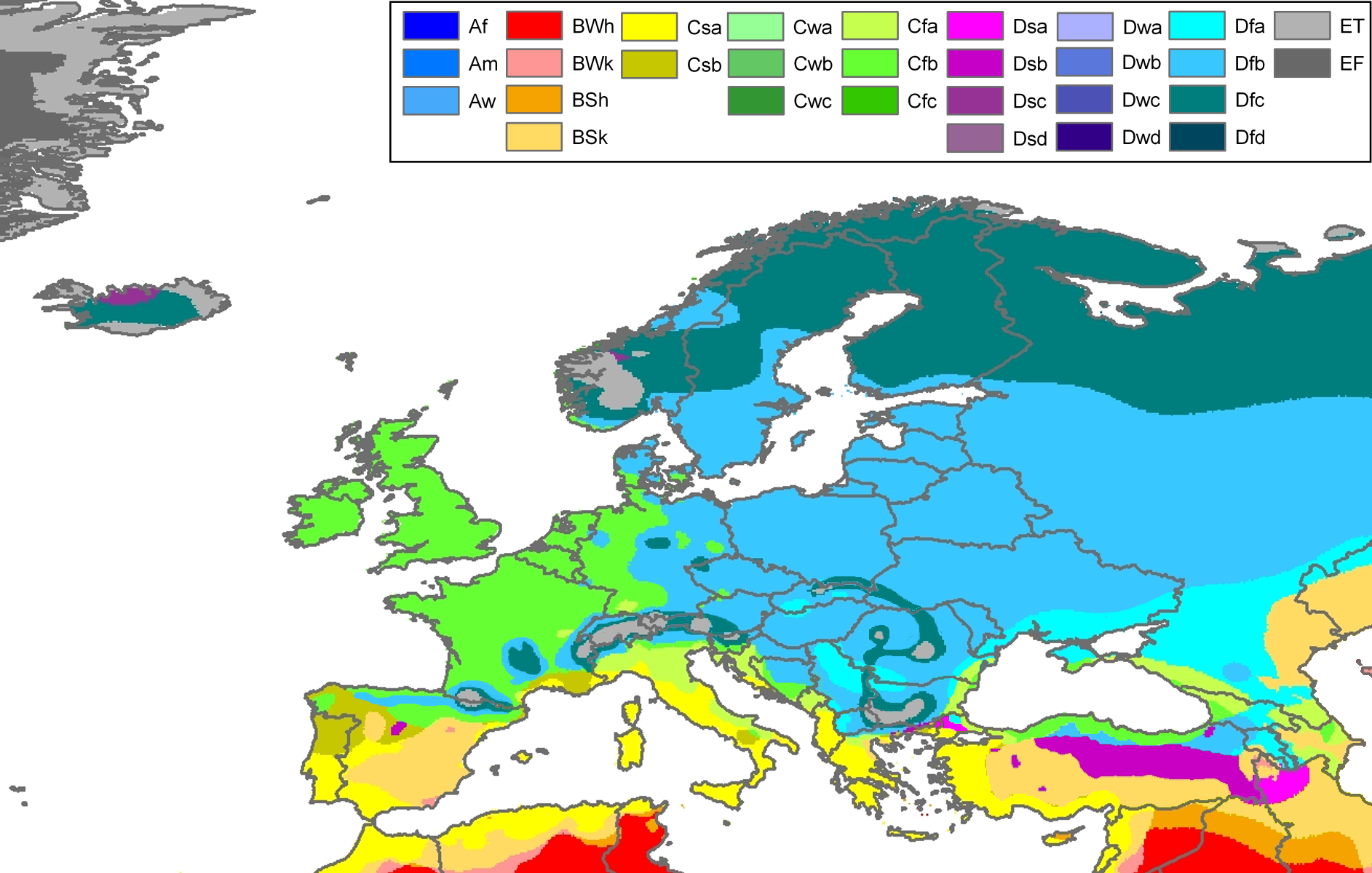
ヨーロッパの気候。ケッペンの気候区分地図はイースト・アングリア大学の気候研究ユニットとドイツ気象局の全球降水気候センターによる

西ヨーロッパの気候はイタリア、ポルトガルおよびスペイン海岸の亜熱帯とステップ気候からピレネー山脈やアルプス山脈の高山気候までさまざまである。南部の地中海性気候は乾燥して温暖である。西部と北西部は北大西洋海流の影響により、穏やかで全般的に湿潤な気候である。西ヨーロッパは熱波の中心地であり、北半球中緯度の他の地域と比べて3-4倍早い上昇傾向を示す。

## 言語
西ヨーロッパの言語はほとんどがインド・ヨーロッパ語族の2つの語派に分類される。ローマ帝国のラテン語の子孫であるロマンス諸語と、南スカンジナビアから来たゲルマン祖語の子孫であるゲルマン語派である。
ロマンス諸語は基本的に西ヨーロッパの南部と中央部で話され、ゲルマン語派は北部 (ブリテン諸島とネーデルラント) に加えて北および中央ヨーロッパの大部分で話される。
他の西ヨーロッパの言語にはケルト語派 (すなわちアイルランド語、スコットランド・ゲール語、マン島語、ウェールズ語、コーンウォール語およびブルトン語) と、ヨーロッパに現存する唯一の孤立した言語であるバスク語が含まれる。
多言語と地域言語および少数言語の保護とは今日の西ヨーロッパにおける政治的な目標と認識されている。欧州評議会少数者保護枠組条約と欧州評議会の地方言語または少数言語のための欧州憲章がヨーロッパにおける法的な枠組みを打ち立てている。

## 経済
西ヨーロッパは世界で最も裕福な地域の1つである。ドイツの国内総生産はヨーロッパで最も高く、どの国よりも財政黒字が大きい。ルクセンブルクの国民1人あたりGDPは世界一であり、ドイツの国民純資産は欧州の他のどの国よりも高い。
スイスとルクセンブルクの平均賃金は、名目賃金と購買力平価においてそれぞれ世界一である。ノルウェーの社会進歩指標における順位は世界一である。